# Platoecobius floridanus
Espèce
Synonymes
- Thalamia floridana Banks, 1896

Platoecobius floridanus est une espèce d'araignées aranéomorphes de la famille des Oecobiidae.

## Distribution
Cette espèce est endémique des États-Unis. Elle se rencontre en Floride, en Géorgie et en Caroline du Sud.

## Description
La femelle décrite par Shear en 1970 mesure 2,40 mm et le mâle 2,02 mm.

## Étymologie
Son nom d'espèce lui a été donné en référence au lieu de sa découverte, la Floride.

## Publication originale
- Banks, 1896 : New North American spiders and mites. Transactions of the American Entomological Society, vol. 23, p. 57-77 (texte intégral).